# اودوگودا
اودوگودا (به لاتین: Udugoda) یک منطقهٔ مسکونی در سری‌لانکا است که در استان مرکزی (سری‌لانکا) واقع شده‌است.